# Synbelyta
Synbelyta är ett släkte av steklar som beskrevs av Hellén 1964. Synbelyta ingår i familjen hyllhornsteklar.
Släktet innehåller bara arten Synbelyta fuscipennis.